# Zeekr MIX
Zeekr MIX — электрический минивэн, разработанный Geely Automobile Holdings под премиальным брендом электромобилей Zeekr, продажи начались в октябре 2024 года.

## Обзор
В марте 2024 года Zeekr представил первые официальные фотографии и информацию о своей пятой модели, расположенной в гамме ниже флагманского роскошного минивэна 009. Он принял форму менее приземистого и более округлого фургона с характерным цельным силуэтом и относительно большой, более 3-метровой, колёсной базой.
Визуально Mix воссоздал визуальные особенности представленного полгода назад седана 007 с характерной большой чёрной полосой, проходящей по всей ширине кузова и передних крыльев, а также интегрированными с ней небольшими фарами. Заднюю часть кузова увенчивает высоко расположенная светодиодная световая полоса, а доступ к обширному остеклению кузова облегчают сдвижные боковые двери. Кузов был окрашен контрастно с чёрной крышей, включавшей люк. В салоне два варианта конфигурации сидений: на 5 или 6 мест. Характерной деталью стало отсутствие средней стойки, а также возможность повернуть второй ряд сидений назад, обеспечив просторное пространство для пассажиров, составляющее в общей сложности 6,3 квадратных метра.